# Verywell
Verywell – amerykański serwis internetowy o tematyce medycznej. 
Portal został uruchomiony w 2016 roku, a jego właścicielem jest Dotdash (dawniej About.com).
W ciągu miesiąca witrynę odwiedza blisko 17 mln unikalnych użytkowników (doniesienia z 2017 roku). W rankingu Alexa była notowana globalnie na miejscu: 6354 (listopad 2020), w Stanach Zjednoczonych: 2483 (listopad 2020).